# Kamal Ismaun
Mohammad Kamal bin Ismaun (* etwa 1948) ist ein malaysischer Diplomat.

## Leben
Er erlangte im Jahr 1975 einen Bachelor-Abschluss an der Universität Malaya. Ismaun trat in den diplomatischen Dienst Malaysias ein und war im Außenministerium des Landes tätig. Von 1986 bis 1990 arbeitete er als Berater des malaysischen Botschafter in Japan. Zwischen 1994 und 1996 war er Geschäftsträger Malaysias in Zagreb für Kroatien und Bosnien-Herzegowina. 1996 wurde er malaysischer Botschafter in Kambodscha. Ab 1999 war er Unterstaatssekretär im Außenministerium und hier für die Bereiche Südostasien und Pazifik zuständig. 2001 wurde er Generaldirektor im Außenministerium für ASEAN, bis er im Juli 2003 als Botschafter nach Deutschland entsandt wurde. Die Botschafterfunktion übte er bis Juli 2007 aus.
Am 7. August 2007 wurde er Non-Executive-Director im Unternehmen ÆON Credi.